# 偽蝦米輸入法
偽·蝦米，是嘸蝦米輸入法的非官方輔助程式，將嘸蝦米輸入法成為執行檔層級的輸入工具，並擴充支援嘸蝦米輸入法原本的功能。偽·蝦米程式開發於2003年，作者為Luke Chang。

## 特色
依據Luke Chang的介紹，偽·蝦米的特色如下：
1. 支援Microsoft Windows各版本，且在Windows NT系列支援各語系介面。
2. 可攜性高，不需安裝就能使用，不需要使用者權限。
3. 支援嘸蝦米輸入法原本的功能。
4. 擴充支援統一碼格式的加字加詞檔與統一碼同音字查詢。
5. 修正嘸蝦米輸入法功能上的瑕疵。
6. 內建「快速符號表」、「注音支援」等功能。
7. 可模擬輸入法編輯器（Input Method Editor；IME）正常切換。

## 外部連結
- 偽·蝦米網站 （页面存档备份，存于）